# Publick Occurrences Both Forreign and Domestick

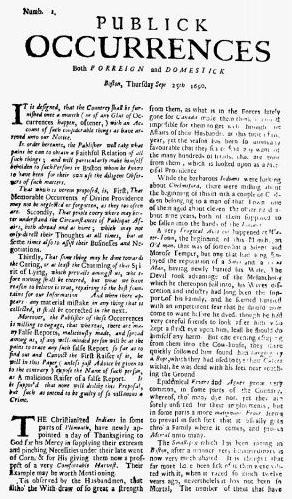
Publick Occurrences
Ngày 25 tháng 9 năm 1690

Publick Occurrences Both Forreign and Domestick là tờ báo nhiều trang đầu tiên được xuất bản ở châu Mỹ thuộc Anh. Sau số đầu tiên xuất bản vì có nội dung xúc phạm đến thống đốc thuộc địa, tờ báo đã bị chính quyền thuộc địa Anh đóng cửa ngay lập tức chỉ vài ngày sau đó. Không có tờ báo nào khác xuất hiện ở thuộc địa này cho đến mười bốn năm sau.

## Lịch sử
Publick Occurrences Both Forreign and Domestick là tờ báo nhiều trang đầu tiên được xuất bản ở châu Mỹ thuộc Anh. Trước đó, những tờ báo một trang gọi là báo khổ rộng được xuất bản ở các thuộc địa của Anh và đem in ở Cambridge vào năm 1689. Ấn bản đầu tiên của Publick Occurrences được xuất bản vào ngày 25 tháng 9 năm 1690 tại Boston, sau đó là một thành phố ở Lãnh thổ tự trị New England, và dự định xuất bản hàng tháng. Tờ báo này do một người Mỹ tên gọi Richard Pierce thành Boston in ấn, và dưới sự chủ biên của Benjamin Harris, dân tị nạn đến từ nước Anh đã vấp phải thất bại khi cố gắng thành lập một tờ báo tự do ở đó. Tờ báo này gồm bốn trang kích cỡ 7+1⁄2 nhân 11+1⁄2 inch (19 nhân 29 cm), có hai cột báo, trang cuối cùng để trống, cho phép người ta viết thư về tin tức của mình một cách thuận tiện và có thể gửi cho một thành viên khác trong gia đình hoặc bạn bè. Không có sự hỗ trợ của Nghị viện Anh hoặc bất kỳ quảng cáo tiềm năng nào, Harris nhanh chóng xuất bản những gì có thể chứng minh là số báo đầu tiên và cuối cùng của mình. Bản sao duy nhất mà mọi người biết đến còn tồn tại đem lưu tại Cục Hồ sơ Công cộng Luân Đôn, về sau mới được Mục sư Joseph B. Felt phát hiện ra vào năm 1845.
Số đầu tiên và duy nhất, xuất bản thứ Năm ngày 25 tháng 9 năm 1690, kể về trận chiến do Tướng Fitz-John Winthrop tiến hành trong Chiến tranh Pháp và Thổ dân Da đỏ bao gồm việc đối xử tàn bạo với các tù binh chiến tranh của Pháp. Không có ấn bản thứ hai nào được in ra vì bản tin này đã chọc giận chính quyền Thuộc địa, khiến họ phải ra lệnh đình chỉ ngay tờ báo, chỉ bốn ngày sau vào ngày 29 tháng 9 năm 1690, và gọi tờ báo này là một "cuốn sách nhỏ". Tất cả các số còn lại của tờ báo đều bị lệnh này tiêu hủy.
Tờ báo dài ba trang không có bất kỳ lời chỉ trích nào về luật cấp phép mới cho việc in báo, hoặc đưa ra bất kỳ vấn đề nào về chính quyền thuộc địa. Thay vào đó, nó thu hút và thông báo cho độc giả về các vấn đề hiện tại khác nhau, chẳng hạn như bùng phát dịch đậu mùa, vụ thu hoạch thành công do thổ dân da đỏ theo "Kitô giáo" tạo ra, một vụ giết người, việc hành quyết các tù binh chiến tranh người Mỹ bản địa. Báo còn đăng một câu chuyện về vua nước Pháp Louis XIV được cho là đang ngủ với vợ của con trai mình. Những vấn đề này được chính quyền thuộc địa coi là nhạy cảm và có nhiều nghi vấn, buộc họ phải dẹp bỏ tờ báo của Harris.
Sau khi tờ Publick Occurrences bị thu hồi nhanh chóng và việc thông qua luật cấp phép in ấn và báo chí về sau, các nhà xuất bản tương lai không được khuyến khích thành lập các tờ báo mới mãi cho đến năm 1704, khi John Campbell ra mắt tờ The Boston News-Letter. Campbell đã siêng năng nỗ lực nhằm bắt đầu xuất bản tờ báo của mình theo thẩm quyền đi kèm giấy phép thích hợp. Nhớ lại số phận của bản tin đầu tiên, Campbell tỏ ra cẩn trọng không dám in bất cứ thứ gì có thể bị hiểu là bôi nhọ hoặc xúc phạm đến Thống đốc và hội đồng; ông thường giới hạn bản thân trong việc in lại các tài liệu lấy từ tờ London Flying Post và The London Gazette.